# 张笑非
张笑非（1982年7月11日—），是中国足球运动员，司职左边后卫或前卫，曾效力于长春亚泰，也是前中国国家队成员。2019年退役，随后加入长春亚泰教练组。
张笑非1997年出道于亚泰B队，从2001年升入长春亚泰一队。